# Willing Able Racing
Willing Able Racing — датская команда по велоспорту, основанная маунтинбайк-клубом Вайле в 2024 году. Команда имеет бренд велосипедной одежды Willing Able в качестве основного и именного спонсора и участвует в гонках как элитная команда DCU в таких внедорожных дисциплинах, как гравийный велоспорт, маунтинбайк и велокросс.

## История команды
Willing Able Racing была создана в начале 2024 года на базе одного из старейших велосипедных клубов Дании — Клуба маунтинбайка Вайле (Mountainbike Club Vejle, MCV). Этот клуб, основанный в 2007 году, имеет богатую историю и традиции в развитии велосипедного спорта на территории Дании. За 17 лет своего существования клуб накопил значительный опыт в организации тренировок, соревнований и воспитании спортсменов разного уровня — от начинающих любителей до профессиональных гонщиков.
Решение о создании профессиональной команды стало шагом в развитии клуба, который всегда стремился способствовать популяризации велоспорта и развитию талантливых спортсменов. Создание Willing Able Racing позволило структурировать работу с элитными спортсменами и дать им возможность выступать на более высоком уровне в составе единой команды. Формирование профессиональной команды было объявлено в еженедельном спортивном дайджесте Willing Able Sport News Weekly в начале 2024 года. Это событие стало значимым для датского велоспорта, так как появление новой команды расширило возможности для развития спортсменов и повысило конкуренцию на национальном уровне.

### Клуб-основатель: Mountainbike Club Vejle
Клуб маунтинбайка Вайле является одним из ведущих велоклубов Дании, который насчитывает около 200 членов разных возрастов и уровней подготовки. Основные направления деятельности клуба включают популяризацию маунтинбайка, развитие талантов и поддержку элитного маунтинбайка. Клуб регулярно организует различные мероприятия, такие как совместные тренировки, спортивные и социальные события, клубные чемпионаты, тренировочные лагеря, гонки по ориентированию и другие активности, которые способствуют формированию сплочённого сообщества велосипедистов. Эта организационная база стала основой для создания профессиональной команды Willing Able Racing.

## Значение названия команды
Бренд велосипедной одежды «Willing Able» является основным и именным спонсором команды. Однако значение этого словосочетания выходит за рамки простого упоминания спонсора. В английском языке существует идиоматическое выражение «ready, willing, and able», которое означает «сильно желающий, жаждущий сделать что-либо». Это выражение отражает готовность, желание и способность человека к достижению поставленных целей. В контексте спортивной команды такое название символизирует решимость, энтузиазм и профессионализм спортсменов. Таким образом, название Willing Able Racing можно интерпретировать как «команда готовых и способных гонщиков», что подчёркивает настрой спортсменов на достижение результатов и преодоление трудностей. Это название соответствует философии команды и отражает её стремление к постоянному росту и развитию в конкурентной среде велоспорта.

## Текущая деятельность команды
Willing Able Racing функционирует как элитная команда под эгидой Датского союза велосипедистов (DCU). Команда специализируется на трёх основных дисциплинах: гравийный велоспорт, маунтинбайк и велокросс. Эти дисциплины относятся к внедорожным видам велоспорта, что отражает связь команды с Клубом маунтинбайка Вайле.

## Участие в соревнованиях
Несмотря на недавнее создание, команда уже успела принять участие в нескольких значимых соревнованиях 2024 года. Среди них:
- Велосипедная неделя Раннерса — многодневная велогонка категории N2.
- Тур Фюна — однодневная шоссейная гонка категории 1.2, где команда заняла 46-е место.
- Гран-при Хернинга — однодневная шоссейная гонка категории 1.2, на которой команда финишировала на 29-й позиции.
- Кубок Дании по гравийному велоспорту, где гонщик команды Йонас Линдберг одержал победу на первом этапе 16 марта 2024 года.

## Руководство команды
Организационная структура Willing Able Racing включает ключевых лиц, отвечающих за управление и спортивное направление команды:
Должность генерального менеджера Willing Able Racing занимает Кристиан Поульсен. Как руководитель команды, он отвечает за административные вопросы, взаимодействие со спонсорами, планирование бюджета и общую стратегию развития команды.
Спортивным директором команды является Клаус Пуггор Нильсен. Его роль заключается в управлении спортивными аспектами деятельности команды, включая тренировочный процесс, выбор соревнований, тактическую подготовку спортсменов. Клаус Пуггор Нильсен является двукратным призёром Чемпионата Дании по велокроссу.
Дочь Клауса Пуггора Нильсена, Милле Фольдагер Нильсен, также является членом команды Willing Able Racing, что подчёркивает семейные традиции и преемственность в датском велоспорте.

## Членство и состав команды
Состав Willing Able Racing на 2024 год включает в себя как опытных гонщиков, так и молодых спортсменов.

### Сезон 2025
| Состав 2025               | Состав 2025      | Состав 2025                    | Состав 2025 |
| Гонщик                    | Дата рождения    | Предыдущая команда             |             |
| ------------------------- | ---------------- | ------------------------------ | ----------- |
| Милле Фольдагер Нильсен   | 7 июля 2007      | Solbjerg IF MTB (2023)         |             |
| Никлас Амди Педерсен      | 3 августа 1993   | TDT-Unibet (2024)              |             |
| Тобиас Лундберг Дикманн   | 23 сентября 2004 | Adventure Cycling UNITY (2024) |             |
| Йонас Линдберг            | 12 октября 1997  | Solbjerg IF MTB (2023)         |             |
| Нильс Расмуссен           | 5 октября 1995   | Cykling Odense (2021)          |             |
| Мартин Мортенсен          | 5 ноября 1984    | Herning Cykle Klub (2023)      |             |
| Лукас Струнге             | 1 февраля 2006   | Mountainbike Club Vejle (2023) |             |
| Эрик Огор                 | 5 сентября 1996  | Middelfart Cykel Club (2023)   |             |
|                           |                  |                                |             |
| Источник: ProCyclingStats |                  |                                |             |

| Победы | Победы | Победы | Победы     | Победы | Победы |
| Дата   | Гонка  | Кат.   | Победитель |        |        |
| ------ | ------ | ------ | ---------- | ------ | ------ |

### Предыдущие сезоны
| Состав 2024                 | Состав 2024     | Состав 2024                        | Состав 2024 |
| Гонщик                      | Дата рождения   | Предыдущая команда                 |             |
| --------------------------- | --------------- | ---------------------------------- | ----------- |
| Эрик Огор                   | 5 сентября 1996 | Middelfart Cykel Club (2023)       |             |
| Никлас Эг                   | 6 января 1995   | Uno-X Pro Cycling Team (2023)      |             |
| Расмус Гётке                | 24 июня 1997    | Skrænten Cyclocross Club (2023)    |             |
| Андерс Хольм Кристенсен     | 13 августа 1978 | BHS-Almeborg Bornholm (2017)       |             |
| Миккель Каструп             | 6 ноября 1999   | Aalborg-Sparekassen Danmark (2023) |             |
| Пав Краг                    | 5 марта 2005    | MTB Racing Nord (2023)             |             |
| Йонас Линдберг              | 12 октября 1997 | Solbjerg IF MTB (2023)             |             |
| Мартин Мортенсен            | 5 ноября 1984   | Herning Cykle Klub (2023)          |             |
| Милле Фольдагер Нильсен     | 7 июля 2007     | Solbjerg IF MTB (2023)             |             |
| Матиас Розенберг Педерсен   | 7 апреля 1997   | Slagelse MTB (2023)                |             |
| Мадс Рахбек                 | 19 октября 1995 | Herning Cykle Klub (2023)          |             |
| Нильс Расмуссен             | 5 октября 1995  | Cykling Odense (2021)              |             |
| Кирстине Мунк               | 2 февраля 1996  | ACR Women Elite (2023)             |             |
| Лукас Струнге               | 1 февраля 2006  | Mountainbike Club Vejle (2023)     |             |
| Матиас Буск Селген Педерсен | 1992            | Aalborg Cykle-Ring (2023)          |             |
| Каспер Вюрц Шмидт           | 25 августа 1995 | Randers Cykleklub (2023)           |             |
|                             |                 |                                    |             |
| Источник: ProCyclingStats   |                 |                                    |             |

| 16 мар | DCU Gravel Cup for herrer, 1-й этап | DCU licensløb | Йонас Линдберг |